# Josh Groban in Concert
Josh Groban in Concert – koncertowy album amerykańskiego piosenkarza i pisarza piosenek Josha Grobana, wydany w 2002.
Zarejestrowany koncert odbył się w Pasadena Conference Center w Pasadenie w 2002. Obok Josha Grobana na scenie wystąpili: David Foster, John Williams, Lili Hayden, Andrea Corr, Rhys Fulber, Angie Stone oraz Daniel Ezralow. Na album składają się dwie płyty: DVD z zarejestrowanym koncertem, wywiadami i materiałami zakulisowymi, krążek z piosenkami trwający 37 minut. Reżyserami wydarzenia muzycznego byli: Robin Felsen Von Halle i David Horn.

## Lista utworów[3]

### CD
1. Un Amore Per Sempre
muzyka i tekst: Walter Afanasieff, Marco Marinangeli
2. Aléjate
muzyka i tekst: Albert Hammond, Marti Sharron, Claudia Brant
3. The Prayer
śpiew: Angie Stone; muzyka i tekst: Carole Bayer Sager, David Foster
4. For Always
muzyka: John Williams; tekst: Cynthia Weil
5. Vincent (Starry, Starry Night)
muzyka i tekst: Don McLean
6. Jesu, Joy of Man's Desiring - 5:01
skrzypce: Lili Haydn; muzyka i tekst: Johann Sebastian Bach
7. Broken Vow
muzyka i tekst: Walter Afanasieff, Lara Fabian
8. O Holy Night

### DVD
1. Alla Luce Del Sole
muzyka i tekst: Maurizio Fabrizio, Guido Morra
2. You're Still You
muzyka i tekst: Linda Thompson, Ennio Morricone
3. Vincent (Starry Starry Night)
4. Gira Con Me Questa Notte
muzyka: David Foster, Walter Afanasieff; tekst: Lucio Quarantotto
5. Un Amore Per Sempre
muzyka i tekst: Walter Afanasieff, Marco Marinangeli
6. Aléjate
7. Broken Vow
8. To Where You Are
muzyka i tekst: Richard Marx, Linda Thompson
9. Cinema Paradiso (Se)
muzyka i tekst: Andrea Morricone, Alessio de Sensi
10. For Always
11. Home to Stay
muzyka i tekst: Amy Foster-Skylark, Jeremy Lubbock
12. Jesu, Joy of Man's Desiring
muzyka i tekst: Johann Sebastian Bach
13. Canto Alla Vita
muzyka i tekst: Cheope, Antonio Galbiati, Giuseppe Dettori
14. The Prayer
15. Let Me Fall
muzyka i tekst: James Corcoran, Benoît Jutras